# McNary (Louisiana)
McNary és una població dels Estats Units a l'estat de Louisiana. Segons el cens del 2000 tenia 211 habitants.

## Demografia
Segons el cens del 2000, McNary tenia 211 habitants, 76 habitatges, i 56 famílies. La densitat de població era de 44,8 habitants/km².
Dels 76 habitatges en un 40,8% hi vivien nens de menys de 18 anys, en un 59,2% hi vivien parelles casades, en un 10,5% dones solteres, i en un 26,3% no eren unitats familiars. En el 23,7% dels habitatges hi vivien persones soles el 13,2% de les quals corresponia a persones de 65 anys o més que vivien soles. El nombre mitjà de persones vivint en cada habitatge era de 2,78 i el nombre mitjà de persones que vivien en cada família era de 3,36.
Per edats la població es repartia de la següent manera: un 30,8% tenia menys de 18 anys, un 8,5% entre 18 i 24, un 27,5% entre 25 i 44, un 20,4% de 45 a 60 i un 12,8% 65 anys o més.
L'edat mediana era de 37 anys. Per cada 100 dones de 18 o més anys hi havia 89,6 homes.
La renda mediana per habitatge era de 22.917 $ i la renda mediana per família de 30.833 $. Els homes tenien una renda mediana de 28.906 $ mentre que les dones 26.250 $. La renda per capita de la població era de 12.420 $. Entorn del 26% de les famílies i el 22,3% de la població estaven per davall del llindar de pobresa.

## Poblacions més properes
El següent diagrama mostra les poblacions més properes.